# Lycodes cortezianus
Lycodes cortezianus är en fiskart som först beskrevs av Gilbert, 1890.  Lycodes cortezianus ingår i släktet Lycodes och familjen tånglakefiskar. Inga underarter finns listade i Catalogue of Life.